# カール・フォアマン
カール・フォアマン（Carl Foreman、1914年7月23日 - 1984年6月26日）は、アメリカ合衆国の脚本家、映画プロデューサー。

## 来歴
シカゴ生まれ。ユダヤ系。イリノイ大学に入学後、社会主義の信奉者となり共産党員となった。
大学卒業後、脚本家となるためハリウッドに移り住む。1941年から翌年にかけてフォアマンは3つの映画のシナリオを執筆したが、第二次世界大戦のため活動を中断。その後再び映画界に戻り、1949年のマーク・ロブソン監督、カーク・ダグラス主演の『チャンピオン』の脚本で彼はアカデミー脚本賞にノミネートされ、一躍ハリウッドで注目される存在となった。しかし、1952年の『真昼の決闘』の撮影中から赤狩りの対象となり、完成後、英国へ亡命した。
その後デヴィッド・リーン監督『戦場にかける橋』（1957年）で第30回アカデミー脚色賞を受賞。同作自体も作品賞ほか6部門で受賞を果たした。しかし公開当時は赤狩りによってフォアマンはノンクレジットとなっていた（後年に復活）。1961年にはJ・リー・トンプソン監督『ナバロンの要塞』、1972年にはリチャード・アッテンボロー監督『戦争と冒険』でふたたびアカデミー脚色賞にノミネートされた。
フォアマンが最後に手がけた作品は1980年公開のジェームズ・ゴールドストーン監督『世界崩壊の序曲』である。同じアカデミー脚色賞受賞者のスターリング・シリファントと組み脚本を担当したが、同作は記録的な興行的失敗となってしまった。
1984年にロサンゼルスにて脳腫瘍で死亡。69歳没。

## 主な作品
- ダコタ荒原 Dakota (1945) 原案
- ニューヨーク大騒動 So This Is New York (1948) 脚本
- カモ The Clay Pigeon (1949) 原案・脚本
- チャンピオン Champion (1949) 脚本
- 勇者の家 Home of the Brave (1949) 脚本
- 情熱の狂想曲 Young Man with a Horn (1950) 脚本
- 男たち The Men (1950) 原案・脚本
- シラノ・ド・ベルジュラック Cyrano de Bergerac (1950) 脚本
- 真昼の決闘 High Noon (1952) 脚本
- 夜を逃れて A Hatful of Rain (1957) 脚本、クレジットなし
- 戦場にかける橋 The Bridge on The River Kwai (1957) 脚本
- 鍵 The Key (1958) 脚本・製作
- ナバロンの要塞 The Guns of Navarone (1961) 脚本・製作
- 勝利者 The Victors (1963) 脚本・製作・監督
- 地獄のかけひき Otley (1969) 製作総指揮
- マッケンナの黄金 Mackenna's Gold (1969) 脚本・製作
- 永遠のエルザ Living Free (1972) 製作総指揮
- 戦争と冒険 Young Winston (1972) 脚本・製作
- 野生のエルザ Born Free (1974) テレビドラマ、企画・脚本
- ナバロンの嵐 Force 10 from Navarone (1979) 原案・製作総指揮
- ゴールデン・ゲート殺人事件 The Golden Gate Murders (1979) テレビ映画、製作総指揮
- 世界崩壊の序曲 When Time Ran Out (1980) 脚本
- 新・真昼の決闘 High Noon (2000) テレビ映画、オリジナル脚本

## 受賞歴

### アカデミー賞
ノミネート
1953年 アカデミー脚色賞:『真昼の決闘』

### ゴールデングローブ賞
ノミネート
1953年 脚本賞:『真昼の決闘』